# 维拉尔 (多尔多涅省)
维拉尔（法語：Villars，法語發音：[vilaʁ]）是法国多尔多涅省的一个市镇，属于农特龙区。

## 地理
维拉尔（45°25'13"N, 0°45'18"E）面积27.67 平方千米，位于法国新阿基坦大区多爾多涅省，该省份为法国西南部内陆省份，是法國本土面积第三大的省，大致对应佩里戈尔地区，北起顺时针与夏朗德省、上维埃纳省、科雷兹省、洛特省、洛特-加龙省、吉倫特省和滨海夏朗德省接壤。
与维拉尔接壤的市镇（或旧市镇、城区）包括：米亚克德农特龙、圣马丹德弗雷桑雅、科勒河畔圣让、科勒河畔圣皮埃尔、拉沙佩勒福谢、尚帕尼亚克-德贝莱尔、坎萨克、圣弗龙拉里维耶尔。

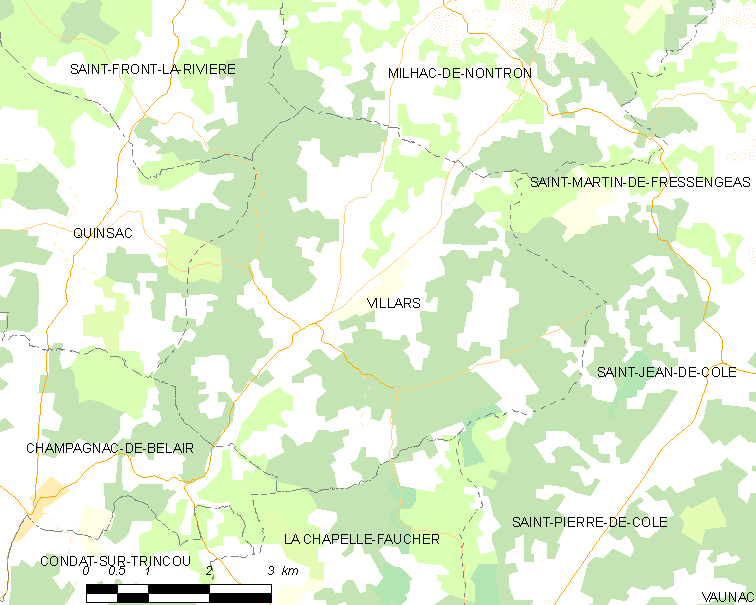
的OSM定位图

维拉尔的时区为UTC+01:00、UTC+02:00（夏令时）。

## 行政
维拉尔的邮政编码为24530，INSEE市镇编码为24582。

## 政治
维拉尔所属的省级选区为佩里戈尔地区布朗托姆县。

## 人口

1962-2008年间人口变化图示

维拉尔于2022年1月1日时的人口数量为464人。